# Cal Howard
Cal Howard est un scénariste (de films et de bandes dessinées), réalisateur et acteur américain né le 24 mars 1911 à Los Angeles, Californie (États-Unis), mort le 10 septembre 1993 à Woodland Hills (États-Unis).

## Biographie
En tant que scénariste de bande dessinée, Cal Howard a notamment travaillé dans l'univers Disney en créant la série L'Histoire selon Dingo avec différents dessinateurs (comme Hector Adolfo de Urtiága, etc.), dans laquelle Dingo prête ses traits à un certain nombre d'hommes célèbres de l'Histoire pour un bref résumé de leur vie : Christophe Colomb, Isaac Newton, Galilée, Ludwig van Beethoven, Johannes Gutenberg, Giacomo Casanova...

## Filmographie

### comme Scénariste
- 1937 : Little Red Walking Hood
- 1938 : The Sneezing Weasel
- 1939 : Crackpot Cruise
- 1939 : Les Voyages de Gulliver (Gulliver's Travels)
- 1940 : Sneak, Snoop and Snitch
- 1941 : Douce et Criquet s'aimaient d'amour tendre (Mr. Bug Goes to Town)
- 1946 : Ziegfeld Follies
- 1948 : Flora
- 1964 : Rah Rah Ruckus
- 1964 : Roof-Top Razzle Dazzle
- 1965 : Case of the Elephant's Trunk
- 1965 : Guest Who?
- 1965 : Fractured Friendship
- 1965 : Half Baked Alaska
- 1965 : Davey Cricket
- 1965 : What's Peckin'
- 1966 : Rough Riding Hood
- 1966 : Foot Brawl
- 1966 : Astronut Woody (en)
- 1967 : Window Pains
- 1967 : Mouse in the House
- 1967 : Have Gun - Can't Travel
- 1967 : Hot Diggity Dog
- 1967 : Secret Agent Woody Woodpecker
- 1968 : Skyscraper Caper
- 1968 : See Ya Later Gladiator
- 1969 : Injun Trouble
- 1971 : Moochin' Pooch
- 1972 : Unlucky Potluck

### comme réalisateur
- 1938 : Porky's Phoney Express
- 1938 : Katnip Kollege
- 1938 : A-Lad-In Bagdad
- 1958 : The Adventures of Superpup (TV)

### comme acteur
- 1937 : Get Rich Quick Porky : Gabby Goat (voix)
- 1956 : The Steve Allen Show (série TV) : Announcer (unknown épisodes, 1959-1960)
- 1964 : The Porky Pig Show (série TV) : Gabby Goat